# صوفي أباد سفلي
صوفي أباد سفلي هي قرية في مقاطعة سلماس، إيران. عدد سكان هذه القرية هو 148 في سنة 2006.